# Katedra Wniebowzięcia Najświętszej Maryi Panny w Aleppo
Katedra Wniebowzięcia Najświętszej Maryi Panny w Aleppo – katedra syryjskokatolickiej archidiecezji Aleppo znajdująca się w tym mieście. Położona jest w centrum miasta, w chrześcijańskiej dzielnicy Al-Azizijja.

## Historia
Katedra zbudowana została w roku 1970.

## Architektura
Jednonawowa świątynia murowana wybudowana w stylu współczesnym, zwieńczona okazałą kopułą. Tylna ściana prezbiterium zajęta jest w całości przez wielkie okno witrażowe.

## Wnętrze
Wnętrze katedry jest przestronne, skromne i nowoczesne. W ołtarzu głównym stoi figura Matki Bożej. W kościele znajduje się wiele zlatynizowanych elementów wystroju obcych tradycji antiocheńskiej, takich jak posoborowy ołtarz twarzą do ludu zamiast tradycyjnego syryjskiego oraz konfesjonały i rzeźby. Koło ołtarza znajduje się tron biskupi utrzymany w tradycyjnym stylu wschodnim, w kościele są też figury Chrystusa i Matki Bożej z Lourdes. Na kopule znajduje się monumentalny fresk Wniebowzięcia Maryi wykonany w 2018 roku.

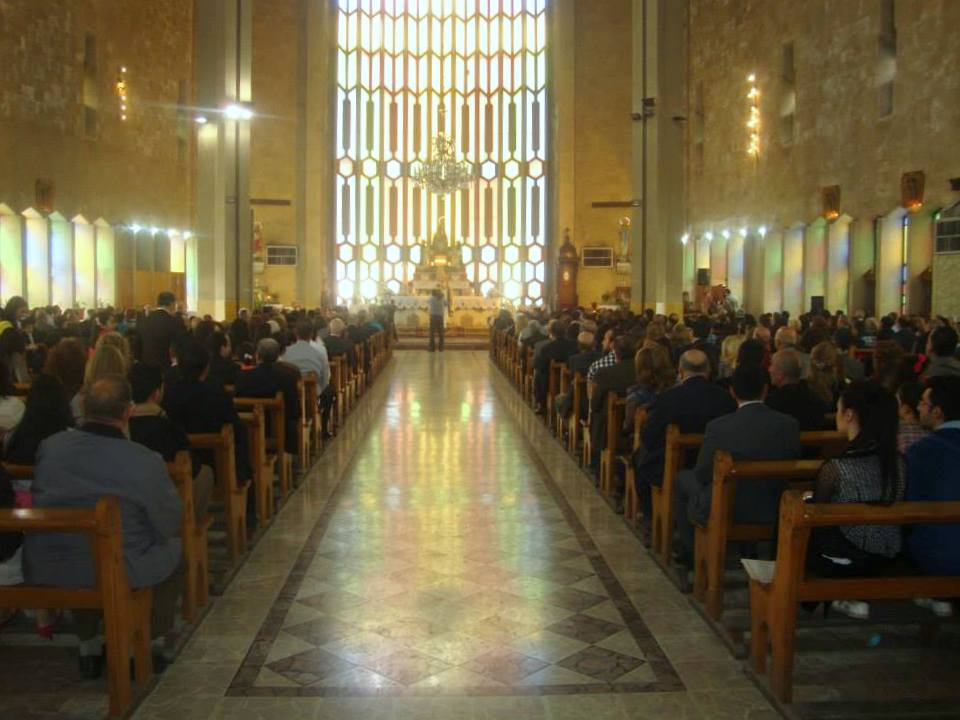
Wnętrze katedry (2014 rok).